# Violet Bent Backwards Over the Grass
Violet Bent Backwards Over the Grass est un livre écrit par la chanteuse et compositrice américaine Lana Del Rey, publié en 2020, ainsi qu'un album de spoken word sorti la même année.
L'ouvrage est un recueil de poésie présentant 14 poèmes et plusieurs courtes pièces. Il s'agit du premier livre publié de Lana Del Rey.
En décembre 2019, Lana Del Rey annonce également qu'un album de spoken word accompagnant le livre sortira en janvier 2020 en prévision de la sortie de son livre. La moitié des bénéfices obtenus grâce à la vente de l'album sera donnée au profit d'organisations destinées à la conservation des terres amérindiennes et à la protection des droits des peuples indigènes aux États-Unis. Après un retard dû à des soucis personnels, l'album, initialement prévu en février via Interscope et Polydor, sort finalement le 29 septembre de la même année.

## Contexte et développement

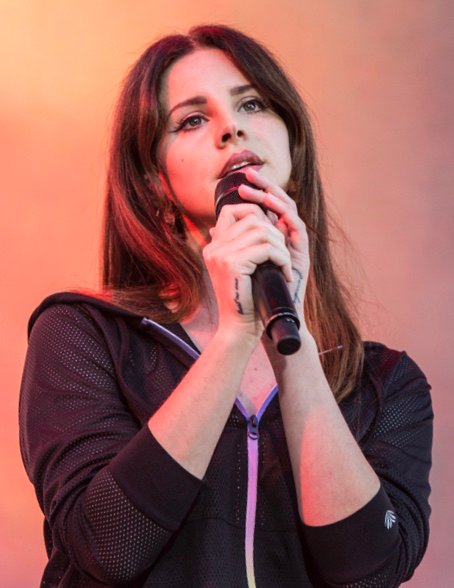
Lana Del Rey en pleine performance en 2017.

Depuis ses débuts au sein de la musique, Lana Del Rey s'est exprimée sur la manière dont elle est inspirée par la poésie, et notamment par Walt Whitman et Allen Ginsberg,. Lana Del Rey a écrit plusieurs poèmes qu'elle a par la suite utilisé sous forme de monologues parlés dans ses clips vidéo et films, les plus importants étant des pièces mélancoliques apparaissant dans les films Ride (2012) et Tropico (2013), ce dernier dont elle a également récité des poèmes Leaves of Grass de Whitman.
En 2018, Lana Del Rey explique comment, à la suite du syndrome de la page blanche qu'elle a vécu et pendant qu'elle travaillait sur Norman Fucking Rockwell! (2019) en 2017, elle a commencé à écrire des poèmes. Peu de temps après cela, Lana Del Rey, a révélé qu'elle attacherait elle-même la reliure de son livre et qu'elle vendrait des copies pour la somme de 1$. Quand on lui a demandé pourquoi le livre serait si peu cher, elle a répondu : « Parce que mes pensées sont sans prix »,. Le livre présentera des photos prises essentiellement par l'auteure.
Durant la promotion de l'album Norman Fucking Rockwell!, Lana Del Rey a informé que son livre sera composé de 14 longs poèmes, elle a par ailleurs révélé quelques parties de certains poèmes, notamment Never to Heaven, Happy et Quiet Waiter-Blue Forever entre autres.

## Liste des poèmes
1. LA Who Am I to Love You[10]
2. The Land of 1,000 Fires
3. Violet Bent Backwards Over The Grass
4. Pass the Bushes Cypress Thriving
5. Salamander
6. Never to Heaven
7. Sportcruiser
8. Tessa Dipietro
9. Quiet Waiter Blue Forever
10. What Happened When I Left You
11. Happy
12. My Bedroom is a Sacred Place Now - There Are Children at the Foot of my Bed
13. Paradise is Very Fragile
14. Bare Feet on Linoleum

## Album
Albums de Lana Del Rey
Norman Fucking Rockwell!
(2019) Chemtrails over the Country Club (2021)
Violet Bent Backwards Over the Grass est le premier album de poésie de Lana Del Rey. L'album est sorti le 28 juillet 2020 sous forme d'audiobook, et en format physique le 2 octobre 2020, chez Interscope et Polydor.

### Contexte
Avec le livre, Lana Del Rey a annoncé son intention de sortir également un album de où elle lirait ses poèmes. Lana Del Rey a déclaré dans une diffusion en direct sur Instagram que l'album coûterait également 1 dollar et que 50 % du prix bénéficierait aux organisations caritatives soutenant la conservation des terres amérindiennes et protégeant les droits des autochtones aux États-Unis, les organisations caritatives tournant tous les deux ans après la sortie de l'album.

### Sortie
Lana Del Rey avait initialement l'intention de sortir l'album le 4 janvier 2020, mais a retardé la sortie pour des raisons personnelles. Fin février, Lana Del Rey a annulé le reste de sa tournée en raison de la perte de voix. Elle a ensuite reconfirmé la sortie de l'album lors d'une interview sur le tapis rouge pour les Grammys.
Tout en annonçant le retard, Lana Del Rey a appelé l'album uniquement Violet. On ne savait pas initialement si ce serait le nouveau titre de l'album, mais il a été confirmé qu'il s'appelait bien Violet Bent Backwards Over the Grass.

### Réception critique
Lors de la sortie de l'audiobook le 28 juillet 2020 le NME déclare « Il n'est pas surprenant que la poésie de Lana soit belle et vivante - elle a toujours été une grande parolière et elle a longtemps parlé de son amour pour Walt Whitman et Allen Ginsberg, après tout. Ce qui rend « Violet… » si brillant, ce sont les petits détails qui éclairent ses passages, donnant un aperçu de sa vie »[réf. nécessaire].